# Gokusen
Gokusen (ごくせん?) es un manga japonés escrito e ilustrado por Kozueko Morimoto. La historia trata sobre una profesora novata, Yamaguchi Kumiko, a la que se le asigna como primer trabajo el más duro de los institutos masculinos. Kumiko es la nieta de un jefe Yakuza y su especial pasado la ayudará a resolver los problemas a su propia manera al muy buen estilo de Great Teacher Onizuka.
En 2002, el manga fue adaptado a dorama con Yukie Nakama en el papel principal. Una segunda serie fue producida en 2005. También existe una adaptación al anime retransmitida en Nippon Television desde el 6 de enero de 2004 al 30 de marzo de 2004.

## Argumento
Kumiko es la nieta de un jefe yakuza. Al fallecer sus padres a muy temprana edad, su abuelo no tuvo descendientes, y por ello, Kumiko es la única heredera del negocio familiar. A pesar de eso, la joven quiere ser maestra, consiguiendo la aprobación de su abuelo pero no la de otros familiares. Kumiko se convierte en maestra de una escuela para hombres, los delincuentes de su clase le apodan Yankumi, a ella le apasiona la enseñanza y les da lecciones de vida aparte de las materias de la escuela; a pesar de ser buena y bien recibida, debe esconder su relación con los yakuza. Es una chica un poco agresiva pero poco a poco avanza su relación con sus estudiantes, llega a protegerlos y cuidarlos, incluso cuando cometen alguna travesura fuera de la escuela. La joven maestra muestra dos vidas: su relación diaria con los yakuza, quienes le llaman Ojou, y su vida escolar, llena de sorpresas.

## Personajes
Kumiko Yamaguchi (山口 久美子 Yamaguchi Kumiko?)
Voz por: Risa Hayamizu
Es el personaje principal de la historia, una joven un poco torpe pero en realidad es muy fuerte y tiene grandes habilidades de pelea. Kumiko  siempre trata de ayudar a sus alumnos a escondidas ya que no quiere que se enteren de quien es su familia. "Yankumi" es el apodo que recibe por parte de sus alumnos lo que la hace muy feliz.
Shin Sawada (沢田 慎 Sawada Shin?)
Voz por: Kenichi Suzumura
Es el líder de la clase, este chico pelirrojo es el único que sabe acerca de la vida secreta de Yankumi y acepta guardarla en secreto. Es muy reservado y antes de que llegara la nueva maestra él nunca mostraba interés por la escuela.
Youichi Minami (南 陽一 Minami Yōichi?)
Voz por: Takurou Nakakuni; Sebastian Arcelus (inglés)
Uno de los amigos de Shin. Siempre en peleas, a pesar de ser el más duro del grupo fue derrotado por Ichiro. Es considerado un chico feo.
Ryuichiro Kuroda (黒田 龍一郎 Kuroda Ryūichirō?)
Voz por: Chikao Ohtsuka
Es el abuelo de Kumiko. Es un anciano agradable que ama a su nieta, siempre le apoya y da consejos. Cuando los padres de la chica murieron, él tomo a la niña en custodia. Es un yakuza muy influyente y respetado.
Haruhiko Uchiyama (内山 春彦 Uchiyama Haruhiko?)
Voz por: Yoichi Masukawa
Un chico con un extraño cabello color púrpura que es amigo de Shin. Se perdió en Okinawa durante un viaje escolar. Le conocen con el apodo de Uchi.
Kyotaro Oshima (大島 京太郎 Ōshima Kyōtarō?)
Voz por: Norio Wakamoto
Kyo es un miembro de los yakuza muy cercano a Kumiko, casi una figura parental. Él fue quien enseñó a Kumiko a pelear y defenderse cuando era molestada por sus compañeros.
Teruo Kumai (熊井 輝夫 Kumai Teruo?)
Voz por: Hiromi Sugino
Es un chico alto y duro que siempre está en problemas, inicia peleas o es atacado por otros, llamado Kuma (Oso).
Shizuka Fujiyama (藤山 静香 Fujiyama Shizuka?)
Voz por: Rica Matsumoto
Es otra maestra contratada para la escuela Shirokin, suele charlar y colaborar con Yankumi. Era profesora de primaria.

## Media

### Manga
La editorial Shūeisha publicó 15 volúmenes del manga.

#### Lista de volúmenes
| N.º | Título       | Fecha de lanzamiento     | ISBN original      |
| --- | ------------ | ------------------------ | ------------------ |
| 1   | «Volumen 1»  | 23 de agosto de 2000     | ISBN 4-08-862503-X |
| 2   | «Volumen 2»  | 22 de marzo de 2001      | ISBN 4-08-862529-3 |
| 3   | «Volumen 3»  | 17 de agosto de 2001     | ISBN 4-08-862535-8 |
| 4   | «Volumen 4»  | 19 de marzo de 2002      | ISBN 4-08-862539-0 |
| 5   | «Volumen 5»  | 19 de julio de 2002      | ISBN 4-08-862542-0 |
| 6   | «Volumen 6»  | 19 de marzo de 2003      | ISBN 4-08-862548-X |
| 7   | «Volumen 7»  | 18 de julio de 2003      | ISBN 4-08-862552-8 |
| 8   | «Volumen 8»  | 18 de diciembre de 2003  | ISBN 4-08-862554-4 |
| 9   | «Volumen 9»  | 18 de junio de 2004      | ISBN 4-08-862557-9 |
| 10  | «Volumen 10» | 16 de diciembre de 2004  | ISBN 4-08-862560-9 |
| 11  | «Volumen 11» | 19 de mayo de 2005       | ISBN 4-08-862564-1 |
| 12  | «Volumen 12» | 16 de septiembre de 2005 | ISBN 4-08-862569-2 |
| 13  | «Volumen 13» | 17 de marzo de 2006      | ISBN 4-08-862570-6 |
| 14  | «Volumen 14» | 19 de octubre de 2006    | ISBN 4-08-862572-2 |
| 15  | «Volumen 15» | 19 de abril de 2007      | ISBN 4-08-862573-0 |

### Anime
La adaptación al anime de Gokusen fue producida por los estudios Madhouse, cuenta con 13 episodios.

#### Lista de episodios
| #  | Título | Estreno               |
| -- | --- | --------------------- |
| 1  | «¡Una maestra con un secreto ha nacido!» «Wakeari Shinmai Kyoushi Tanjou ! !» (わけあり新米教師誕生!!)      | 6 de enero de 2004    |
| 2  | «¡Duelo! ¿Shin contra Ojou?» «Taike ! ! Shin VS Ojou?» (対決!!慎VSお嬢?)                                    | 13 de enero de 2004   |
| 3  | «¿La primera vez de Kuma?» «Kuma no Sho Taiken ?» (クマの初体験?)                                           | 20 de enero de 2004   |
| 4  | «¡Ojou se hace rubia!» «Ojou ga Kinpatsu ! Shin Hannin wa Dare ?» (お嬢が金髪!真犯人は誰?)                  | 27 de enero de 2004   |
| 5  | «¡El clan Ooedo en crisis!» «Ooedo-gumi no Kiki !» (大江戸組の危機!)                                        | 3 de febrero de 2004  |
| 6  | «El espectáculo de Kyo-san» «Kyou-san no Meishibai ?» (京さんの迷芝居?)                                     | 10 de febrero de 2004 |
| 7  | «El coro de la escuela Shirokin» «Mingenhiinaa tte Nanja ! ?» (ミンゲンヒ〜ナ〜って何じゃ!?)                | 17 de febrero de 2004 |
| 8  | «¡Inicia el viaje escolar al infierno!» «Dotoo no Shuugaku Ryokou Sutaato ! !» (ドトーの修学旅行スタート!!) | 24 de febrero de 2004 |
| 9  | «Batalla escolar sin honor ni humanidad» «Jingi-naki Gakuin Tousou Boppatsu ! ?» (仁義無き学院闘争勃発!?)   | 2 de marzo de 2004    |
| 10 | «10» «Nerawareta Gakuen !» (ねらわれた学院!)                                                                | 9 de marzo de 2004    |
| 11 | «¿¡Shin se va de la escuela!?» «Shin-san ga Gakkou wo Yameru ! ?» (慎さんが学校を辞める!?)                  | 16 de marzo de 2004   |
| 12 | «¿La escuela Shirokin va a cerrar?» «Shirokin Gakuen ga Heikou... ! ?» (白金学院が閉校...!?)                | 23 de marzo de 2004   |
| 13 | «¡El honorable acto final de Yankumi!» «Yankumi Saigo no Jingi !» (ヤンクミ最後の仁義!)                     | 30 de marzo de 2004   |

### Drama
El manga fue adaptado como drama de 3 temporadas (más una película y varios especiales). La temporada 1 (2002) tuvo de protagonistas a Haruhiko Uchiyama (interpretado por Shun Oguri), Teruo Kumai (interpretado por Tomohiro Waki), Takeshi Noda (interpretado por Hiroki Narimiya) y Youichi Minami (interpretado por Yūma Ishigaki), los rebeldes estudiantes del grupo 3D de la escuela Shirokin, liderados por Shin Sawada (interpretado por Jun Matsumoto), a quienes se enfrentó "Yankumi" como maestra novata. Esa misma temporada tuvo el debut como actor de Ken'ichi Matsuyama, quien interpretó a Kenichi Mouri.
Años pasaron tras graduarse la clase 3D de Shirokin y que esta escuela cerrara. Yankumi se enfrenta a otro grupo de alumnos rebeldes en la temporada 2 (2005), cuando consigue trabajo en Kurogin, gracias al ex subdirector de aquella escuela, Goro Sawatari Katsuhisa Namase, quien es el subdirector de la actual. El grupo, en esta ocasión, es más agresivo y violento, pero eso parece no ser un reto para ella. Yankumi tendrá ahora entre sus alumnos a Ryu Odagiri (Kazuya Kamenashi), Hayato Yabuki (Jin Akanishi), Hikaru Tsuchiya (Mokomichi Hayami), Keita Takeda (Teppei Koike) y Kosuke Hyuga (Keisuke Koide). Su misión en esta ocasión, además de verlos graduarse, es hacer que el líder del grupo y su mejor amigo se reconcilien, tras un enfrentamiento que tuvieron.
Yankumi se encuentra de nuevo ante un grupo de chicos problemáticos en la temporada 3 (2008). En esta ocasión, Yankumi de nuevo atiende el llamado de su exjefe Sawatari, para poner orden al grupo 3D de la escuela Akado, de la cual es ahora el subdirector. El grupo se encuentra dividido en dos bandos que siempre se buscan pelea. Uno de los estudiantes, Ren Kazama (Haruma Miura), líder de uno de los bandos, es sospechoso de unos asaltos recientes, pero Yankumi está decidida a probar su inocencia, junto con Yamato Ogata (Yuya Takaki), el líder del otro bando, con quien Kazama ya ha hecho las paces, y el resto de sus compañeros de los grupos 2D y 3D, Honjō Kengo (Hideo Ishiguro), Shunsuke Kamiya (Shohei Miura), Ryuya Yoshida (Ryuya Wakaba) y Yuji Yamamoto (Yuji}.